# سهل عكار (منطقة)
السهل هي منطقة تجمع قرى لبنانية في قضاء عكار في محافظة عكار.

## بلداتها
يتوزع سكانها على البلدات التالية:
- بربارة
- القليعات
- تل معيان
- بلانة الحيصة
- الحيصة
- المسعودية
- تلبيرة
- تلحبيرة
- العبودية
- حكر الضاهري
- السماقية
- سعدين
- دارين
- تل عباس الشرقي
- تل عباس الغربي
- تل بيبة
- الشيخ زناد
- الكنيسة
- قبة بشمرا
- كفر ملكي
- المقيطع
- العريضة
- تل معيان
- تل حياة

## وصلات خارجية
- مركز المعلوماتية للتنمية المحلية (لوكاليبان)  نسخة محفوظة 1 فبراير 2009 على موقع واي باك مشين.